# (2342) Lébedev
(2342) Lébedev es un asteroide perteneciente al cinturón exterior de asteroides descubierto por Tamara Mijáilovna Smirnova el 22 de octubre de 1968 desde el Observatorio Astrofísico de Crimea en Naúchni.

## Designación y nombre
Lébedev se designó al principio como 1968 UQ.
Posteriormente fue nombrado en honor del militar ruso Nikolái Lébedev (1914-1942).

## Características orbitales
Lébedev está situado a una distancia media del Sol de 3,221 ua, pudiendo acercarse hasta 2,794 ua y alejarse hasta 3,649 ua. Su excentricidad es 0,1327 y la inclinación orbital 0,3537°. Emplea en completar una órbita alrededor del Sol 2112 días.